# Сальвиати, Антонио
 Антонио Сальвиати  (итал. Antonio Salviati 18 марта 1816, Виченца — 25 января 1890, Венеция) — итальянский мастер художественного стеклоделия, мозаичист. Один из главных энтузиастов возрождения знаменитого венецианского стекла XV—XVI веков.

## Биография
Антонио Сальвиати родился в 1816 году в Виченце (Венето). Получив юридическое образование в Падуанском и Венском университетах, служил адвокатом. Познакомившись с образцами древнего мозаичного искусства в Риме и вдохновлённый работами аббата Винченцо Дзанетти, он задумал возродить былую славу венецианского стекла и мозаики, которые в XIX столетии пришли в упадок. После серьёзной подготовки, накопления знаний, приобретённых в путешествиях и изучении музеев, в 1860 году на острове Мурано в Венецианской лагуне, при поддержке английских меценатов после того как Австрия уступила Венецию Итальянскому королевству, им была открыта мозаичная фабрика.
Остров Мурано был традиционным центром венецианского стеклоделия. Сальвиати, используя старинные рецепты, усовершенствовал технологию с использованием новейших открытий физики и химии. Мастерская Сальвиати стала изготавливать цветную смальту для реставрации средневековых мозаик Венеции и Рима, а также производила смальту на экспорт в другие страны. Смальты Сальвиати использовались при реставрации мозаик венецианского собора св. Марка, строительстве Мемориала принца Альберта в Южном Кенсингтоне (Лондон), в здании английского парламента, Соборе святого Павла и Вестминстерском аббатстве в Лондоне, нескольких картин в парижском Новом оперном театре, мозаичных украшений собора в Эрфурте, «Памятника побед» в Берлине и многих других сооружений.
Предприятие удалось вполне, и фабрика Сальвиати вскоре сделалась известна всей Европе превосходным качеством и сравнительной дешевизной своих работ. С 1866 года при содействии мастеров живописи, в том числе из Академии изящных искусств в Венеции, на фабрике Сальвиати стали имитировать старинные образцы античного и, в особенности, ренессансного стекла, которыми славилась Венеция в XVI и XVII веках.
В России мозаики фирмы Сальвиати известны по интерьеру Крестовоздвиженской дворцовой церкви в Ливадии, построенной в эпоху Александра III, декору Церкви Покрова Божией Матери в Нижней Ореанде (1885), наружной мозаики собора Александра Невского в Ялте (1901).
Сальвиати изобрёл особое «смальтовое стекло», получившее немецкое название (нем. Schmelzglas), с помощью которого можно было воспроизводить текстуру полудрагоценных цветных камней. С 1886 года фирма Salviati & Co. выпускала самые разные изделия, а на рубеже XIX—XX веков — продукцию в стиле ар нуво.

## Галерея

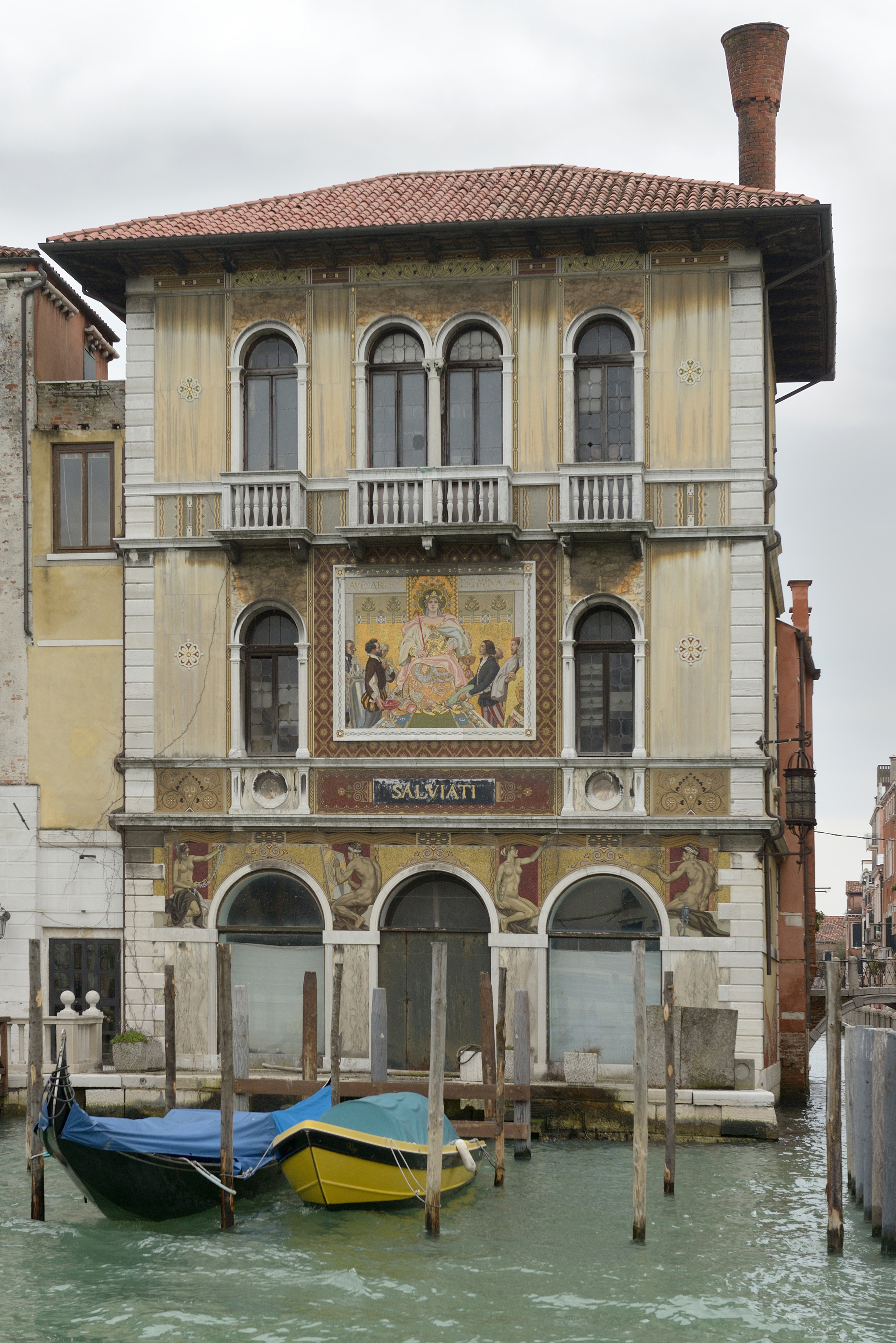
Палаццо Сальвиати на Гранд-канале в Венеции
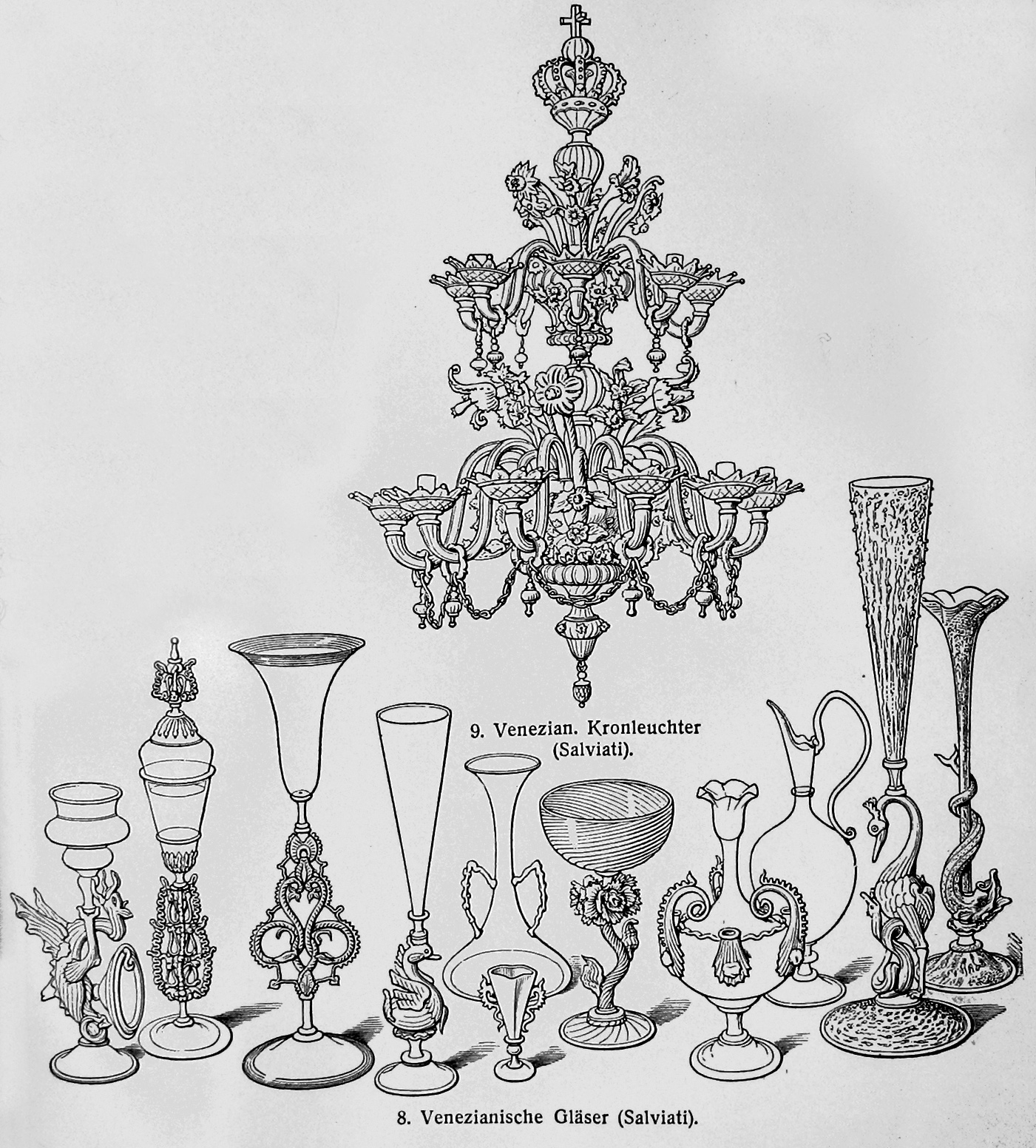
Образцы продукции фирмы «Сальвиати»
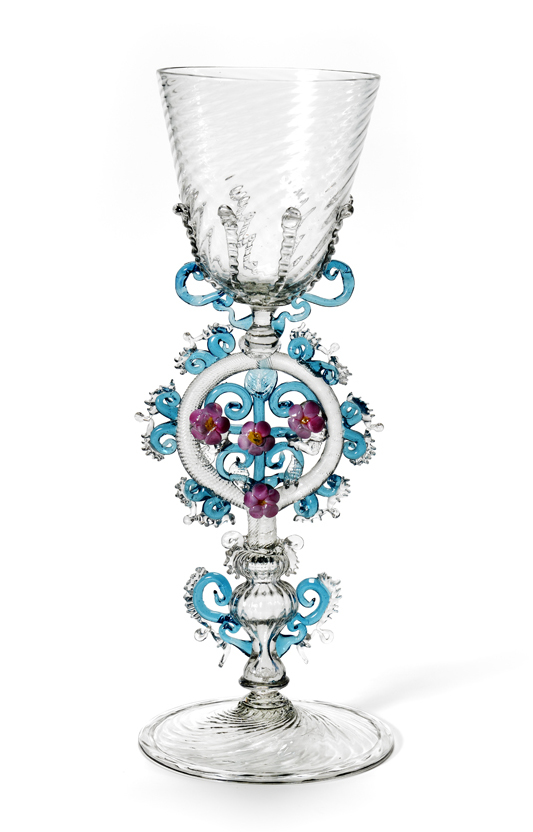
Кубок с лепной ножкой. 1867—1878
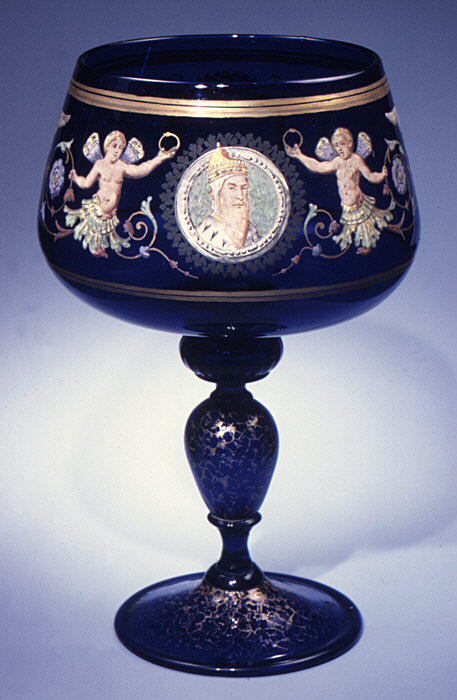
Кубок с росписью эмалями. 1868
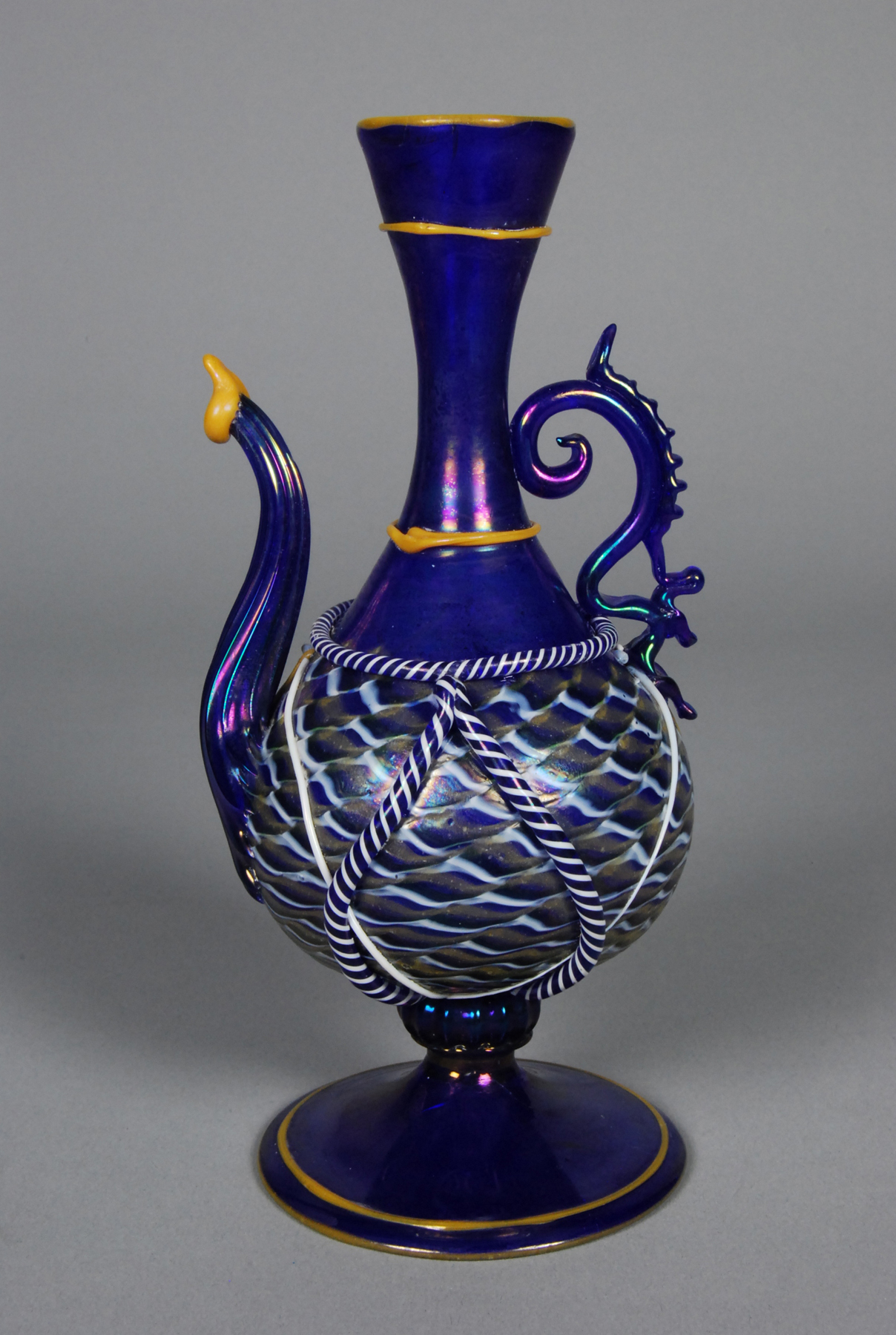
Кувшин синего стекла с декором в технике «прочёсывания» цветных нитей. 1890-е гг.
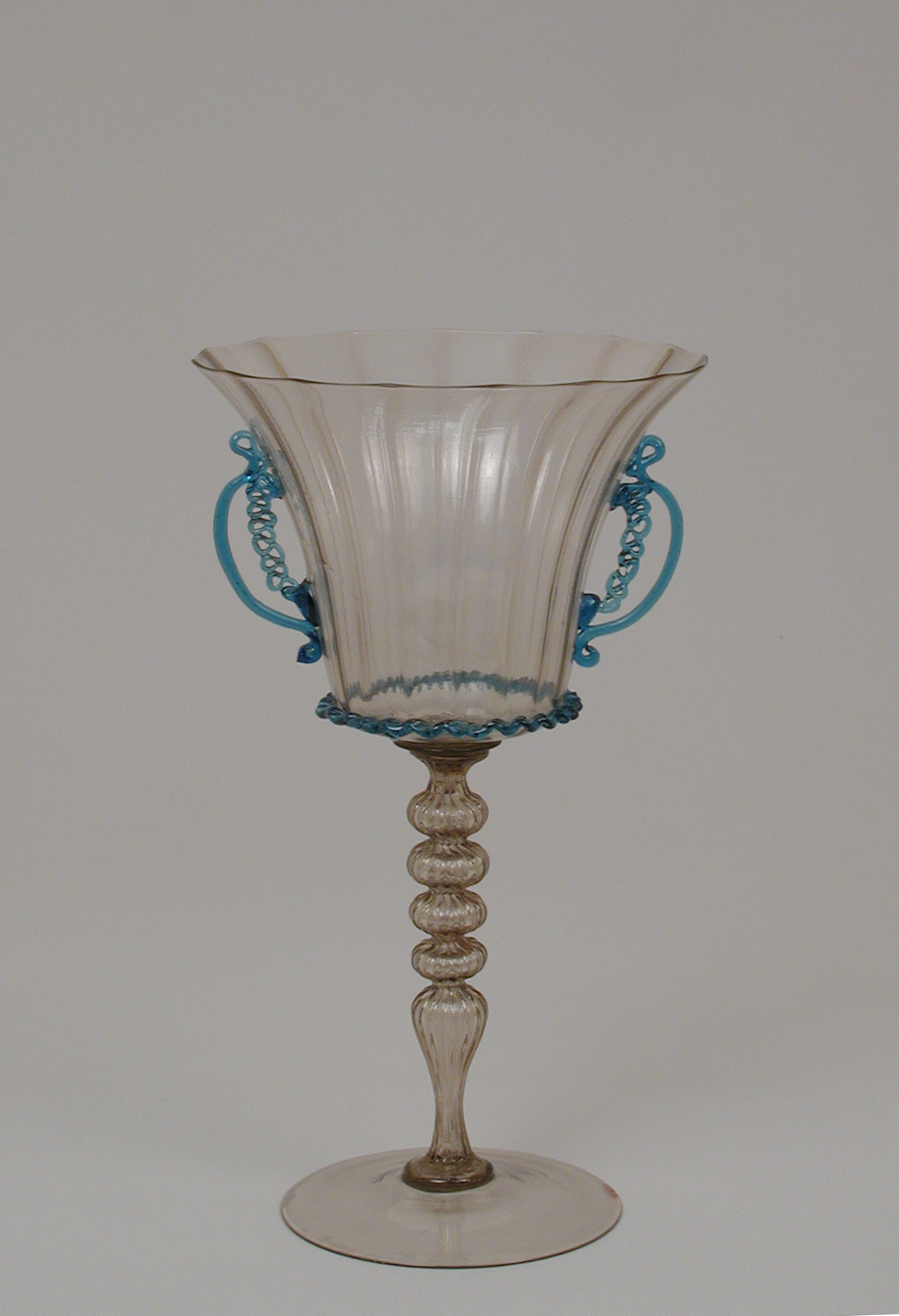
«Типично венецианский кубок»
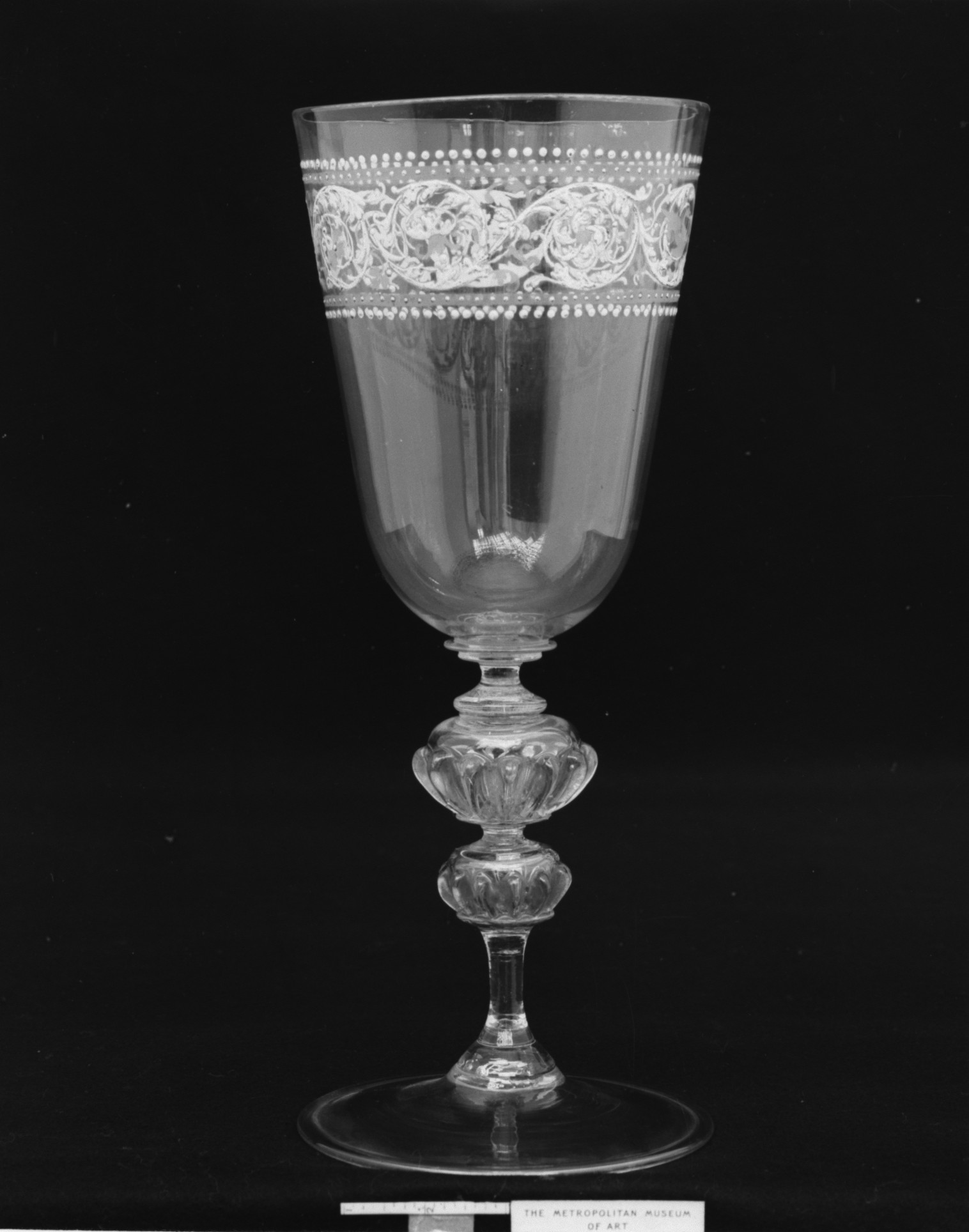
Кубок с гравировкой. 1868
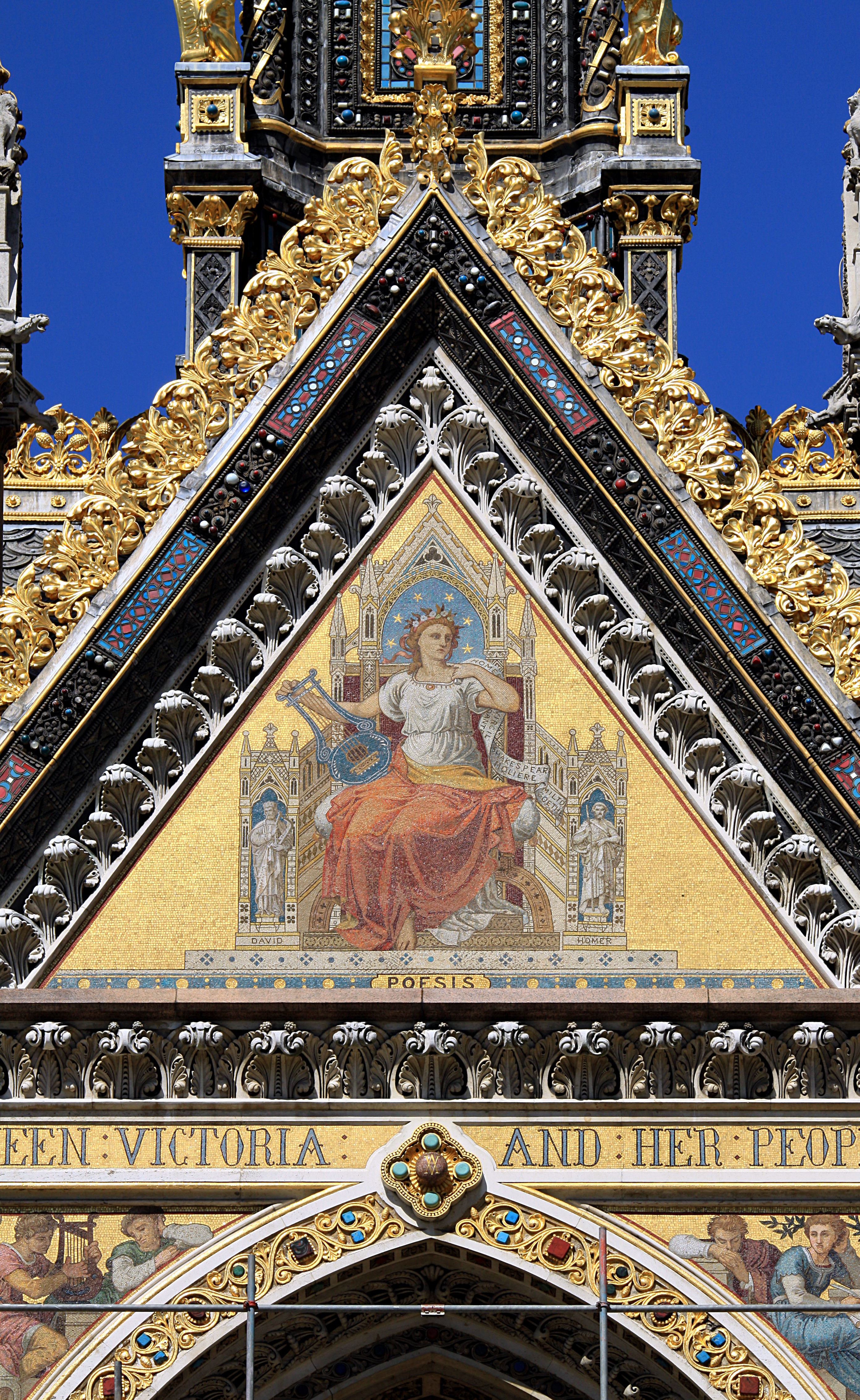
Mозаика тимпана южного фасада Мемориала принца Альберта, Южный Кенсингтон, Лондон. 1874—1875
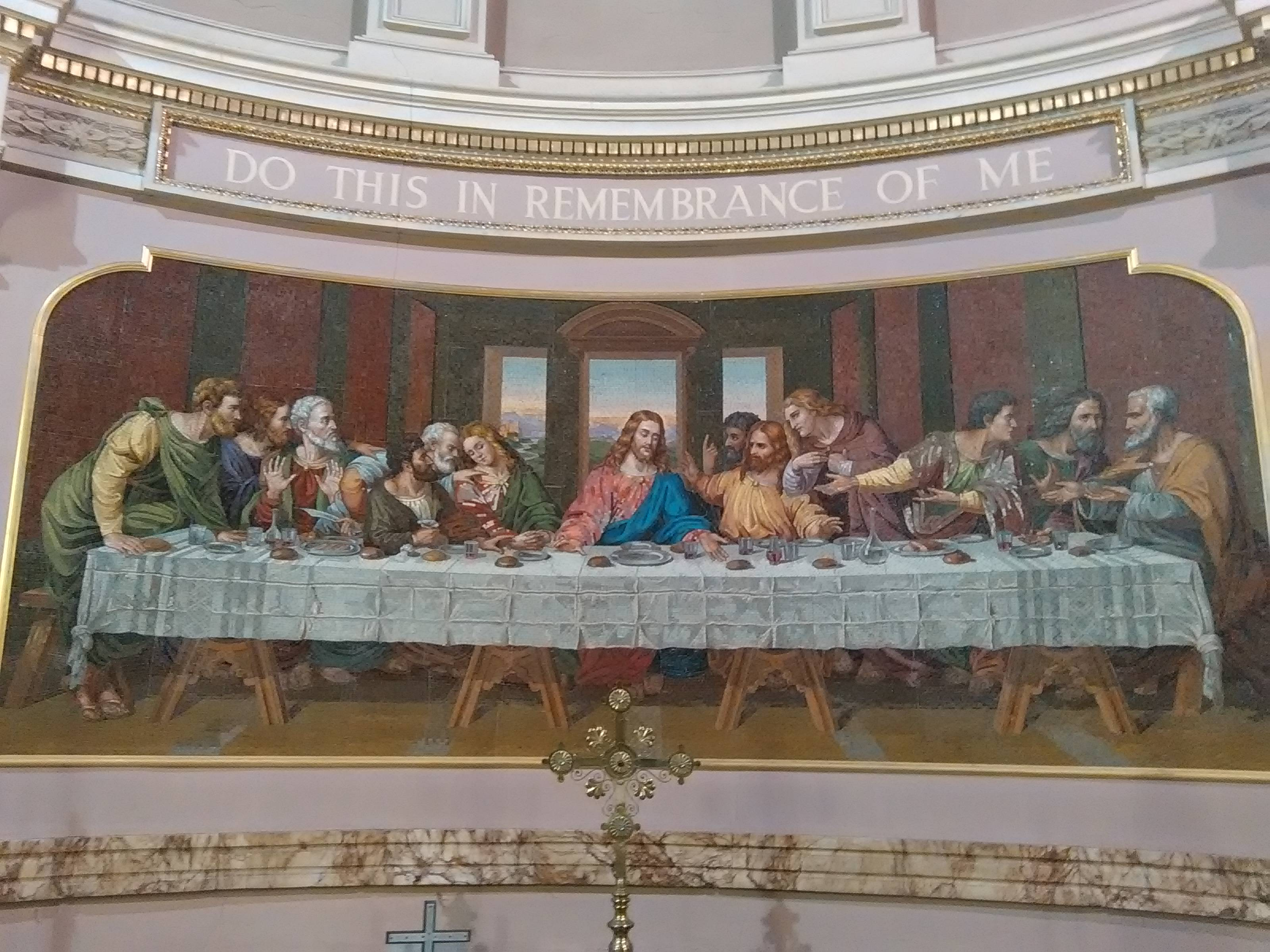
Мозаика по композиции Леонардо да Винчи «Тайная вечеря» (оригинал: Санта-Мария-делле-Грацие, Милан). 1872. Приходская церковь Св. Фомы, Ливерпуль, Англия
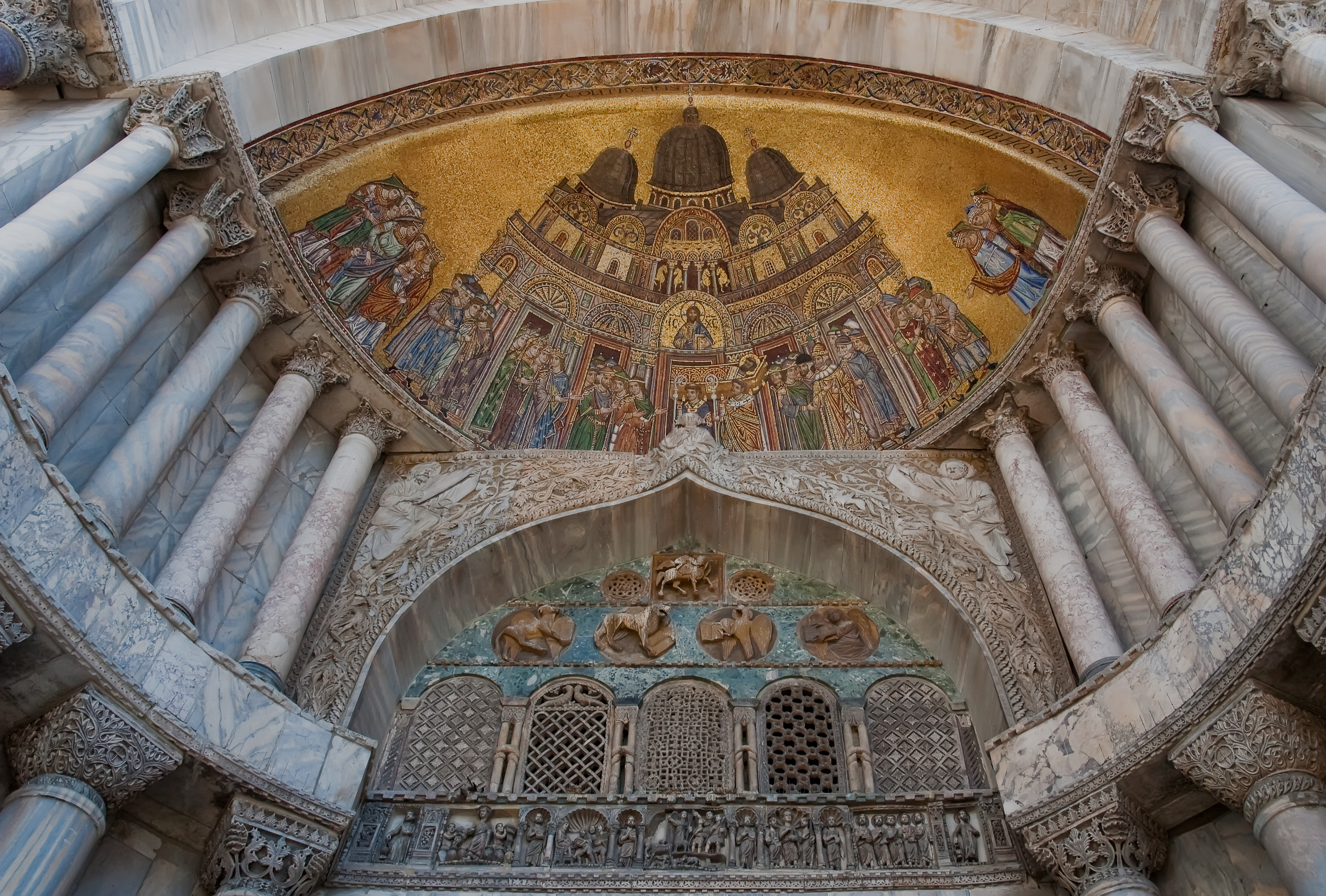
Перенос тела Святого Марка. Мозаика конхи портала Св. Алипия западного фасада базилики Сан-Марко в Венеции (реставрация)